# オンリー・バイ・ザ・ナイト
『オンリー・バイ・ザ・ナイト』（Only by the Night）はアメリカのロックバンド、キングス・オブ・レオンの4枚目のアルバム。2008年9月15日発売。

## 商業的成功
10ヶ国以上でチャートトップ10入りするなど各国で大きな成功を収め、バンドは一気にトップバンドへと上り詰めた。オーストラリアでは9プラチナを獲得、2008年にオーストラリアで最も売れたアルバムとなった。イギリスでは2008年で3番目に売れたアルバムとなり、ブリット・アワードで2部門を受賞。2000年代で18番目に売れたアルバムとなった。アメリカではビルボード初登場4位を記録。ダブルプラチナを獲得し、バンドにとってアメリカでの成功を初めて手にした。またシングルチャートにおいても、アルバムからのファーストシングル『セックス・オン・ファイア』がイギリス、アイルランド、オーストラリア1位、ニュージーランドで2位を記録。セカンドシングル『ユーズ・サムバディ』もイギリス、オーストラリアで2位を記録した。

## 収録曲
1. クローサー / Closer - 3:57
2. クロール / Crawl - 4:06
3. セックス・オン・ファイア / Sex On Fire - 3:23
4. ユーズ・サムバディ / Use Somebody - 3:50
5. マンハッタン / Manhattan - 3:24
6. レヴェルリー / Revelry - 3:21
7. 17 - 3:05
8. ノーション / Notion - 3:00
9. アイ・ウォント・ユー / I Want You - 5:07
10. ビー・サムバディ / Be Somebody - 3:47
11. コールド・デザート / Cold Desert - 5:34
12. フロンティア・シティ / Frontier City （レコード、iTunes版ボーナストラック） - 3:37
13. ビニース・ザ・サーフィス / Beneath the Surface （日本盤ボーナストラック） - 2:48
14. ザ・バケット （CSSリミックス） / The Bucket （日本盤ボーナストラック） - 3:44

## メンバー
- カレブ・フォロウィル - ボーカル、リズムギター
- マシュー・フォロウィル - リードギター、コーラス、キーボード （フロンティア・シティ、ノーション）
- ジャレッド・フォロウィル - ベース、コーラス
- ネイサン・フォロウィル - ドラムス、コーラス